# جولین لاپورت
جولین لاپورت (انگلیسی: Julien Laporte؛ زادهٔ ۴ نوامبر ۱۹۹۳) بازیکن فوتبال اهل فرانسه است.
از باشگاه‌هایی که در آن بازی کرده‌است می‌توان به باشگاه فوتبال کلرمون فوت و باشگاه فوتبال لوریان اشاره کرد.